# Soon You'll Get Better
"Soon You'll Get Better" é uma canção da cantora e compositora norte-americana Taylor Swift, gravada para seu sétimo álbum de estúdio Lover (2019), lançado em 23 de agosto de 2019. Conta com a participação da banda feminina The Chicks, que contribuíram com os vocais de apoio da faixa. A faixa foi escrita por Swift em conjunto com Jack Antonoff, com produção assinada por ambos. "Soon You'll Get Better" é uma balada do gênero country com slide guitar, banjo e violino junto com harmonias vocais. A faixa trata-se de um tema pessoal da artista ao abordar sobre as batalhas que os pais de Swift tiveram contra o câncer e, especificamente, sobre o último diagnóstico de sua mãe. Na letra, Swift relata sua angústia de acompanhar seus pais em um momento de fragilidade e a busca pela fé como um refúgio em meio aos momentos de crise.
"Soon You'll Get Better" recebeu críticas positivas da mídia especializada, que aclamaram a composição vulnerável e consideraram os vocais de Swift emocionantes; eles compararam o tom da música com orações e canções de ninar. "Soon You'll Get Better" também recebeu comparações com a faixa de caridade "Ronan" (2012), lançada em homenagem ao menino de quatros anos que faleceu em decorrência de uma neuroblastoma, e a faixa "The Best Day", do álbum Fearless (2008), por ambos abordarem a relação pessoal da artista com sua família. A faixa alcançou a posição de número sessenta e três na Billboard Hot 100 dos Estados Unidos e marcou a primeira entrada do Hot Country Songs do The Chicks em treze anos. Ele também apareceu nas paradas de países como Austrália, Canadá e Escócia. Em 18 de abril de 2020, Swift executou uma versão solo de piano da canção como parte do evento de caridade com transmissão ao vivo One World: Together at Home.

## Antecedentes e conteúdo lírico
Em um vídeo ao vivo transmitido no YouTube um dia antes do lançamento do álbum, Swift relatou aos fãs que a canção foi a mais difícil de escrever do álbum, acrescentando que a escolha de lançá-la foi feita em um acordo familiar. "Soon You'll Get Better" traz o retorno de Swift às suas raízes na música country, com a revista Time descrevendo favoravelmente a faixa como uma "inclinação de volta às raízes [de Swift]", e a USA Today dizendo que tem uma "sensação de Nashville". A canção apresenta a banda feminina de country The Chicks como vocais de apoio. Um foto da banda apareceu como uma pista no vídeo musical de "Me!". Swift já se apresentou com as The Chicks logo após o primeiro diagnóstico de câncer de mama de sua mãe, e citou que o quinto álbum de estúdio da banda, Fly (1999), como uma influência na estética de Lover.

## Apresentações ao vivo
Swift tocou uma versão em piano de "Soon You'll Get Better" em 18 de abril de 2020, como parte do evento de transmissão ao vivo One World: Together at Home., com curadoria de Lady Gaga, um evento beneficente da Global Citizen Festival com o apoio da Organização Mundial da Saúde para arrecadar fundos e promover o distanciamento físico social durante a pandemia de coronavírus 2019–2020.

## Desempenho nas tabelas musicas
| Tabela musical (2019)                        | Melhor posição |
| -------------------------------------------- | -------------- |
| Austrália (ARIA)                             | 54             |
| Canadá (Canadian Hot 100)                    | 71             |
| Escócia (Official Charts Company)            | 97             |
| Estados Unidos (Billboard Hot Country Songs) | 63             |
| Estados Unidos (Billboard Hot 100)           | 63             |
| Estados Unidos )Rolling Stone Top 100)       | 31             |

## Histórico de lançamento
| Região | Data                 | Formato                    | Gravadora                      | Ref.  |
| ------ | -------------------- | -------------------------- | ------------------------------ | ----- |
| Mundo  | 23 de agosto de 2019 | Download digital streaming | Taylor Swift Productions, Inc. | [ 6 ] |

## Créditos
Créditos adaptados do Tidal.
- Taylor Swift  - vocalista, compositor, produtor
- Jack Antonoff  - produtor, compositor, violão, teclados, piano, engenheiro de gravação, pessoal de estúdio
- Dixie Chicks  - vocais em destaque, backing vocals
- Emily Strayer - banjo
- Martie Maguire - violino
- Laura Sisk - engenheira de gravação, pessoal do estúdio
- John Rooney - engenheiro assistente de gravação, pessoal do estúdio
- John Hanes - engenheiro de mixagem, pessoal do estúdio
- Serban Ghenea - misturador, pessoal de estúdio